# Joshua (Texas)
Joshua è un centro abitato degli Stati Uniti d'America situato nella contea di Johnson dello Stato del Texas.
La popolazione era di 5.910 persone al censimento del 2010.

## Geografia fisica
Joshua è situata a 32°27′19″N 97°23′37″W (32.455198, -97.393622).
Secondo lo United States Census Bureau, ha un'area totale di 6,5 miglia quadrate (17 km²), di cui lo 0,15% d'acqua.